# I liga argentyńska w piłce nożnej (1993/1994)
Mistrzem Argentyny turnieju Apertura w sezonie 1993/94 został klub River Plate, natomiast wicemistrzem Argentyny turnieju Apertura został klub CA Vélez Sarsfield.
Mistrzem Argentyny turnieju Clausura w sezonie 1993/1994 został Independiente, natomiast wicemistrzem Argentyny turnieju Clausura został klub CA Huracán.
Do Copa Libertadores w roku 1995 zakwalifikowały się następujące kluby:
- River Plate (mistrz Argentyny Apertura)
- Independiente (mistrz Argentyny Clausura)
- CA Vélez Sarsfield (obrońca tytułu)

Do Copa CONMEBOL w roku 1994 zakwalifikowały się z Argentyny trzy kluby:
- CA Huracán
- Club Atlético Lanús
- San Lorenzo de Almagro

Tabela spadkowa zadecydowała o tym, które kluby spadną do drugiej ligi (Primera B Nacional Argentina). Spadły kluby, które w tabeli spadkowej zajęły dwa ostatnie miejsca – Estudiantes La Plata i Gimnasia y Tiro Salta. Na ich miejsce awansowały dwie najlepsze drużyny z drugiej ligi – Gimnasia y Esgrima Jujuy i Talleres Córdoba.

## Torneo Apertura 1993/1994

### Apertura 1
| Data             | Mecz |
| ---------------- | --- |
| 10 września 1993 | Independiente – CA Vélez Sarsfield 1:1 Ricardo Alberto Gareca - José Óscar Flores                                                                                  |
| 11 września 1993 | Gimnasia y Esgrima La Plata – CA Huracán 0:0 mecz rozegrany został na stadionie klubu Estudiantes La Plata                                                         |
| 12 września 1993 | Boca Juniors – Estudiantes La Plata 0:0 |
| 12 września 1993 | Deportivo Español – Club Atlético Lanús 0:0 |
| 12 września 1993 | Deportivo Mandiyú – Newell’s Old Boys 3:1 Arsenio Benítez Zarza (2), Luis Caballero - Juan Manuel Llop mecz rozegrany został na stadionie klubu Huracán Corrientes |
| 12 września 1993 | Argentinos Juniors – Gimnasia y Tiro Salta 0:0 mecz rozegrany został na stadionie klubu Ferro Carril Oeste                                                         |
| 12 września 1993 | San Lorenzo de Almagro – Racing Club de Avellaneda 1:1 Carlos Javier Netto - Mariano Dalla Líbera (k) mecz rozegrany został na stadionie klubu CA Vélez Sarsfield  |
| 12 września 1993 | CA Platense – Ferro Carril Oeste 0:0 |
| 12 września 1993 | Rosario Central – Belgrano Córdoba 1:1 Omar Arnaldo Palma (k) - Jorge Osmar Acuña                                                                                  |
| 12 września 1993 | CA Banfield – River Plate 0:0 |

### Apertura 2
| Data             | Mecz |
| ---------------- | --- |
| 17 września 1993 | Racing Club de Avellaneda – Deportivo Español 1:0 Juan Ramón Fleita                                         |
| 18 września 1993 | Estudiantes La Plata – San Lorenzo de Almagro 0:1 Flavio Gabriel Zandoná                                    |
| 19 września 1993 | CA Huracán – Boca Juniors 2:0 Pedro D. Barrios Delgado (k), Víctor Hugo Delgado (k)                         |
| 19 września 1993 | River Plate – Independiente 2:2 Ramón Medina Bello (2) - Hugo Pérez, Diego Cagna                            |
| 19 września 1993 | Belgrano Córdoba – Argentinos Juniors 2:0 Javier Alejandro Arbarello, Claudio Alejandro Rivadero            |
| 19 września 1993 | Ferro Carril Oeste – Deportivo Mandiyú 1:1 Humberto Fabián Biazotti - Arsenio Benítez Zarza                 |
| 19 września 1993 | CA Vélez Sarsfield – Gimnasia y Esgrima La Plata 1:0 Roberto Luis Trotta                                    |
| 19 września 1993 | Gimnasia y Tiro Salta – CA Banfield 1:2 Miguel Alberto Amaya - Adrián Blas Taffarel, Fabián Leonardo Alegre |
| 19 września 1993 | Newell’s Old Boys – Rosario Central 1:1 Iván César Gabrich - Alex Sandro Rossi                              |
| 19 września 1993 | Club Atlético Lanús – CA Platense 1:1 Walter Óscar Lemma - Félix Ricardo Torres                             |

### Apertura 3
| Data             | Mecz |
| ---------------- | --- |
| 24 września 1993 | Independiente – Gimnasia y Tiro Salta 4:0 Diego Cagna, Carlos Alfaro Moreno (2), Walter Adrián Parodi                                                                      |
| 25 września 1993 | Gimnasia y Esgrima La Plata – River Plate 1:0 Fabián Óscar Fernández |
| 26 września 1993 | Boca Juniors – San Lorenzo de Almagro 1:0 Rubén Fernando Da Silva |
| 26 września 1993 | CA Platense – Racing Club de Avellaneda 0:3 Claudio López, Juan Ramón Fleita, Néstor Adrián de Vicente                                                                     |
| 26 września 1993 | Rosario Central – Ferro Carril Oeste 0:1 Mario Gabriel Pobersnik |
| 26 września 1993 | CA Banfield – Belgrano Córdoba 0:0 |
| 26 września 1993 | Deportivo Español – Estudiantes La Plata 0:0 |
| 26 września 1993 | Deportivo Mandiyú – Club Atlético Lanús 1:2 Norberto Darío Decoud - Miguel Ángel Gambier, Darío Gabriel Cabrol mecz rozegrany został na stadionie klubu Huracán Corrientes |
| 26 września 1993 | Argentinos Juniors – Newell’s Old Boys 0:0 mecz rozegrany został na stadionie Estadio Malvinas Argentinas                                                                  |
| 26 września 1993 | CA Huracán – CA Vélez Sarsfield 0:1 José Basualdo |

### Apertura 4
| Data                | Mecz |
| ------------------- | --- |
| 29 września 1993    | CA Vélez Sarsfield – Boca Juniors 1:0 Roberto Luis Trotta (k) |
| 29 września 1993    | Newell’s Old Boys – CA Banfield 1:1 Juan Manuel Llop - Javier Zanetti |
| 29 września 1993    | Club Atlético Lanús – Rosario Central 3:0 Néstor Fabbri, Miguel Ángel Gambier, César Daniel Loza                                                                         |
| 29 września 1993    | River Plate – CA Huracán 2:1 Ramón Medina Bello, Facundo Villalba - Jorge Enrique Cruz-Cruz                                                                              |
| 29 września 1993    | Belgrano Córdoba – Independiente 1:1 Víctor Hugo Ferreyra - Walter Adrián Parodi                                                                                         |
| 29 września 1993    | Independiente – Deportivo Mandiyú 1:0 Néstor Adrián de Vicente |
| 30 września 1993    | Estudiantes La Plata – CA Platense 3:0 Adrián Gustavo Paz, Gonzalo Daniel Gaitán, Gabriel González Chávez                                                                |
| 1 października 1993 | Gimnasia y Tiro Salta – Gimnasia y Esgrima La Plata 0:0 |
| 4 października 1993 | Ferro Carril Oeste – Argentinos Juniors 1:0 Humberto Fabián Biazotti |
| 4 października 1993 | San Lorenzo de Almagro – Deportivo Español 1:2 Claudio Darío Biaggio - Juan Gustavo Spallina, Hugo Norberto Castillo mecz rozegrany został na stadionie klubu CA Huracán |

### Apertura 5
| Data                 | Mecz |
| -------------------- | --- |
| 8 października 1993  | Boca Juniors – Deportivo Español 2:0 Sergio Daniel Martínez (2) |
| 9 października 1993  | Argentinos Juniors – Club Atlético Lanús 1:1 Roberto Acuña - Fernando Edgar Galetto mecz rozegrany został na stadionie Estadio Malvinas Argentinas                                    |
| 9 października 1993  | Rosario Central – Racing Club de Avellaneda 0:0 |
| 10 października 1993 | Deportivo Mandiyú – Estudiantes La Plata 3:1 Arsenio Benítez Zarza (2, 1k), José Enrique García - Gabriel González Chávez mecz rozegrany został na stadionie klubu Huracán Corrientes |
| 10 października 1993 | Independiente – Newell’s Old Boys 3:1 Carlos Alfaro Moreno (3) - Carlos Morales Santos                                                                                                |
| 10 października 1993 | CA Huracán – Gimnasia y Tiro Salta 0:1 Marcelo Hugo Herrera |
| 10 października 1993 | CA Platense – San Lorenzo de Almagro 2:2 Carlos Gabriel Amodeo (2) - Néstor Gorosito, Carlos Javier Netto                                                                             |
| 10 października 1993 | CA Banfield – Ferro Carril Oeste 0:1 José Alfredo Forte |
| 10 października 1993 | Gimnasia y Esgrima La Plata – Belgrano Córdoba 3:0 Hugo Romeo Guerra, Santiago Ostolaza, Guillermo Barros Schelotto                                                                   |
| 10 października 1993 | CA Vélez Sarsfield – River Plate 0:1 Ramón Medina Bello |

### Apertura 6
| Data                 | Mecz |
| -------------------- | --- |
| 15 października 1993 | San Lorenzo de Almagro – Deportivo Mandiyú 1:0 Eduardo Bennett mecz rozegrany został na stadionie klubu CA Huracán |
| 16 października 1993 | Belgrano Córdoba – CA Huracán 1:0 José Luis Cuciuffo mecz przerwany w 33 minucie – dokończony 17 października 1993 |
| 17 października 1993 | River Plate – Boca Juniors 0:1 Alberto Acosta                                                                      |
| 17 października 1993 | Ferro Carril Oeste – Independiente 0:1 Hugo Pérez                                                                  |
| 17 października 1993 | Racing Club de Avellaneda – Argentinos Juniors 0:2 Norberto Ortega Sánchez, Nicolás Lauría Calvo                   |
| 17 października 1993 | Gimnasia y Tiro Salta – CA Vélez Sarsfield 2:0 Pablo Jesús Saldaño, Miguel Alberto Amaya                           |
| 17 października 1993 | Club Atlético Lanús – CA Banfield 0:0                                                                              |
| 17 października 1993 | Estudiantes La Plata – Rosario Central 1:2 Claudio Martín París - Alex Sandro Rossi, Marcelo Delgado               |
| 17 października 1993 | Deportivo Español – CA Platense 0:1 Diego Daniel Bustos                                                            |
| 17 października 1993 | Belgrano Córdoba – CA Huracán 1:0 José Luis Cuciuffo dokończenie pozostałych 57 minut z 16 października 1993       |
| 24 listopada 1993    | Newell’s Old Boys – Gimnasia y Esgrima La Plata 0:0                                                                |

### Apertura 7
| Data                 | Mecz |
| -------------------- | --- |
| 24 października 1993 | Rosario Central – San Lorenzo de Almagro 2:0 Gustavo Germán Falaschi, Marcelo Delgado                                        |
| 24 października 1993 | CA Banfield – Racing Club de Avellaneda 2:1 Jorge Jiménez, Raúl Edmundo Wensel - Néstor Adrián de Vicente                    |
| 24 października 1993 | Gimnasia y Esgrima La Plata – Ferro Carril Oeste 0:2 Sergio Aníbal Mandrini, Miguel Ángel Vargas                             |
| 24 października 1993 | CA Vélez Sarsfield – Belgrano Córdoba 3:0 José Óscar Flores (2), Esteban Fernando González                                   |
| 24 października 1993 | Deportivo Mandiyú – Deportivo Español 0:1 Pablo Andrés Michelini mecz rozegrany został na stadionie klubu Huracán Corrientes |
| 24 października 1993 | Argentinos Juniors – Estudiantes La Plata 0:0 mecz rozegrany został na stadionie Estadio Malvinas Argentinas                 |
| 24 października 1993 | Independiente – Club Atlético Lanús 1:2 Diego Cagna - Néstor Osvaldo González, César Daniel Loza                             |
| 24 października 1993 | River Plate – Gimnasia y Tiro Salta 1:0 Julio César Toresani                                                                 |
| 25 października 1993 | CA Platense – Boca Juniors 0:0 mecz rozegrany został na stadionie klubu Independiente                                        |
| 2 grudnia 1993       | CA Huracán – Newell’s Old Boys 1:1 Walter Luis Pelletti - Rodolfo Gustavo Aquino                                             |

### Apertura 8
| Data                 | Mecz |
| -------------------- | --- |
| 30 października 1993 | Newell’s Old Boys – CA Vélez Sarsfield 1:2 Jorge Walter Theiler - Walter Reinaldo Pico, Omar Asad |
| 31 października 1993 | Boca Juniors – Gimnasia y Tiro Salta 2:0 Sergio Daniel Martínez, Marcos Marcelo Tejera |
| 31 października 1993 | Club Atlético Lanús – Gimnasia y Esgrima La Plata 3:1 Fernando Clemente Di Carlo (2), Darío Gabriel Cabrol - Guillermo Barros Schelotto                                                                                          |
| 31 października 1993 | Estudiantes La Plata – CA Banfield 0:2 Raúl Edmundo Wensel, Fernando Germán Cinto |
| 31 października 1993 | Deportivo Español – Rosario Central 1:1 Hugo Norberto Castillo - Alex Sandro Rossi |
| 31 października 1993 | Belgrano Córdoba – River Plate 1:5 Claudio Alejandro Rivadero - Sergio Berti, Guillermo Daniel Rivarola, Facundo Villalba (2), Walter Gustavo Silvani                                                                            |
| 31 października 1993 | Ferro Carril Oeste – CA Huracán 1:1 Roberto Ayala - Walter Luis Pelletti |
| 31 października 1993 | Racing Club de Avellaneda – Independiente 1:0 Néstor Adrián de Vicente |
| 31 października 1993 | San Lorenzo de Almagro – Argentinos Juniors 5:3 Carlos Javier Netto, Claudio Darío Biaggio, Eduardo Bennett (3) - Norberto Ortega Sánchez (k), Gabriel Cedrés, Roberto Acuña mecz rozegrany został na stadionie klubu CA Huracán |
| 31 października 1993 | CA Platense – Deportivo Mandiyú 1:1 Claudio Ariel Spontón - Guido Virgilio Alvarenga |

### Apertura 9
| Data             | Mecz |
| ---------------- | --- |
| 5 listopada 1993 | CA Banfield – San Lorenzo de Almagro 0:1 Néstor Gorosito |
| 6 listopada 1993 | Rosario Central – CA Platense 0:2 Diego Daniel Bustos, Claudio Ariel Spontón |
| 6 listopada 1993 | Deportivo Mandiyú – Boca Juniors 2:0 Rubén Darío Beninca, Arsenio Benítez Zarza mecz rozegrany został na stadionie klubu Huracán Corrientes                                                    |
| 6 listopada 1993 | Argentinos Juniors – Deportivo Español 6:0 Gabriel Cedrés, Norberto Ortega Sánchez, Nicolás Lauría Calvo (3), Walter Javier Paz mecz rozegrany został na stadionie Estadio Malvinas Argentinas |
| 7 listopada 1993 | Independiente – Estudiantes La Plata 2:0 Ricardo Alberto Gareca, Walter Adrián Parodi |
| 7 listopada 1993 | CA Huracán – Club Atlético Lanús 1:1 Hugo Morales - Miguel Ángel Gambier |
| 7 listopada 1993 | River Plate – Newell’s Old Boys 4:1 Ramón Medina Bello (2), Hernán Edgardo Díaz, Walter Gustavo Silvani - Walter Ramón Reyna                                                                   |
| 7 listopada 1993 | Gimnasia y Esgrima La Plata – Racing Club de Avellaneda 0:0 |
| 7 listopada 1993 | CA Vélez Sarsfield – Ferro Carril Oeste 2:0 Raúl Cardozo, Omar Asad |
| 7 listopada 1993 | Gimnasia y Tiro Salta – Belgrano Córdoba 3:1 José Luis Cuciuffo s, Pablo Jesús Saldaño, Carlos Gerardo Russo (k) - Luis Ernesto Sosa                                                           |

### Apertura 10
| Data              | Mecz |
| ----------------- | --- |
| 12 listopada 1993 | Racing Club de Avellaneda – CA Huracán 2:2 Jorge Federico Reinoso, Claudio Omar García - Pedro D. Barrios Delgado (k), Gabriel Omar Amato                                                                                                |
| 13 listopada 1993 | Newell’s Old Boys – Gimnasia y Tiro Salta 2:0 Cristián Enrique Ruffini, Alberto Jesús Gallucci |
| 14 listopada 1993 | Boca Juniors – Belgrano Córdoba 0:1 Luis Ernesto Sosa |
| 14 listopada 1993 | Ferro Carril Oeste – River Plate 0:2 Ariel Ortega, Walter Gustavo Silvani |
| 14 listopada 1993 | San Lorenzo de Almagro – Independiente 3:1 Claudio Darío Biaggio, Roberto Monserrat, Luis Fabián Artime - Walter Adrián Parodi mecz rozegrany został na stadionie klubu CA Huracán                                                       |
| 14 listopada 1993 | CA Platense – Argentinos Juniors 0:0 |
| 14 listopada 1993 | Club Atlético Lanús – CA Vélez Sarsfield 1:1 Miguel Ángel Gambier - Roberto Luis Trotta (k) |
| 14 listopada 1993 | Estudiantes La Plata – Gimnasia y Esgrima La Plata 0:2 Santiago Ostolaza, Guillermo Barros Schelotto |
| 14 listopada 1993 | Deportivo Español – CA Banfield 0:2 Alfredo Daniel Turdó (k), Raúl Edmundo Wensel |
| 14 listopada 1993 | Deportivo Mandiyú – Rosario Central 3:3 Héctor Rodríguez Peña, Guido Virgilio Alvarenga, Arsenio Benítez Zarza - Marcelo Delgado, Omar Arnaldo Palma, Claudio Fernando Úbeda mecz rozegrany został na stadionie klubu Huracán Corrientes |

### Apertura 11
| Data              | Mecz |
| ----------------- | --- |
| 19 listopada 1993 | River Plate – Club Atlético Lanús 2:0 Ramón Medina Bello (2)                                                                        |
| 20 listopada 1993 | Rosario Central – Boca Juniors 1:1 Juan Ramón Jara - Alberto José Márcico                                                           |
| 20 listopada 1993 | Argentinos Juniors – Deportivo Mandiyú 0:0 mecz rozegrany został na stadionie Estadio Malvinas Argentinas                           |
| 21 listopada 1993 | CA Banfield – CA Platense 1:1 Alfredo Daniel Turdó (k) - Marcelo Espina                                                             |
| 21 listopada 1993 | Gimnasia y Esgrima La Plata – San Lorenzo de Almagro 1:1 Fabián Óscar Fernández - Eduardo Bennett                                   |
| 21 listopada 1993 | CA Vélez Sarsfield – Racing Club de Avellaneda 0:2 Alejandro Elíseo Allegue, Juan Ramón Fleita                                      |
| 21 listopada 1993 | Gimnasia y Tiro Salta – Ferro Carril Oeste 2:2 Carlos Gerardo Russo, Horacio Javier Bidevich - Carlos Gerardo Russo s, Facundo Sava |
| 21 listopada 1993 | Independiente – Deportivo Español 0:0                                                                                               |
| 21 listopada 1993 | CA Huracán – Estudiantes La Plata 3:1 Sergio Luis Arias, Hugo Morales, Walter Fabián de Felippe - Rubén Óscar Capria                |
| 21 listopada 1993 | Belgrano Córdoba – Newell’s Old Boys 1:0 Claudio Alejandro Rivadero                                                                 |

### Apertura 12
| Data              | Mecz |
| ----------------- | --- |
| 27 listopada 1993 | Estudiantes La Plata – CA Vélez Sarsfield 0:0 |
| 27 listopada 1993 | Rosario Central – Argentinos Juniors 1:1 Omar Arnaldo Palma (k) - Andrés Duarte                                                                     |
| 28 listopada 1993 | Boca Juniors – Newell’s Old Boys 2:0 Alberto Acosta, Sergio Daniel Martínez                                                                         |
| 28 listopada 1993 | Club Atlético Lanús – Gimnasia y Tiro Salta 4:1 Fernando Clemente Di Carlo (2), Rodolfo Ramón García, Germán Marcelo Cáceres - Marcelo Hugo Herrera |
| 28 listopada 1993 | Deportivo Español – Gimnasia y Esgrima La Plata 1:1 José Luis Pochettino - Pablo Javier Morant                                                      |
| 28 listopada 1993 | Deportivo Mandiyú – CA Banfield 3:0 Rubén Darío Beninca (2), Guido Virgilio Alvarenga mecz rozegrany został na stadionie klubu Huracán Corrientes   |
| 28 listopada 1993 | Ferro Carril Oeste – Belgrano Córdoba 1:1 Miguel Ángel Vargas - Javier Alejandro Arbarello                                                          |
| 28 listopada 1993 | Racing Club de Avellaneda – River Plate 1:0 Juan Ramón Fleita                                                                                       |
| 28 listopada 1993 | San Lorenzo de Almagro – CA Huracán 1:0 Marcelo Alejandro Maydana mecz rozegrany został na stadionie klubu CA Vélez Sarsfield                       |
| 28 listopada 1993 | CA Platense – Independiente 0:1 Hermes Desio |

### Apertura 13
| Data           | Mecz |
| -------------- | --- |
| 3 grudnia 1993 | Independiente – Deportivo Mandiyú 2:1 Walter Adrián Parodi, Hugo Pérez - Carlos Alejandro Duré                                                      |
| 4 grudnia 1993 | Argentinos Juniors – Boca Juniors 1:1 Gabriel Cedrés - Sergio Daniel Martínez mecz rozegrany został na stadionie Estadio Malvinas Argentinas        |
| 5 grudnia 1993 | CA Huracán – Deportivo Español 2:0 Gabriel Omar Amato, Sergio Zanetti s                                                                             |
| 5 grudnia 1993 | River Plate – Estudiantes La Plata 0:2 Claudio Martín París, Gabriel González Chávez                                                                |
| 5 grudnia 1993 | Belgrano Córdoba – Club Atlético Lanús 1:1 José Luis Cuciuffo - Rodolfo Ramón García                                                                |
| 5 grudnia 1993 | CA Banfield – Rosario Central 4:1 Leonardo Alfredo Ramos, Daniel Alejandro Delfino, Raúl Edmundo Wensel, Fabián Leonardo Alegre - Alex Sandro Rossi |
| 5 grudnia 1993 | Gimnasia y Esgrima La Plata – CA Platense 3:0 Santiago Ostolaza, Guillermo Barros Schelotto, Fabián Óscar Fernández                                 |
| 5 grudnia 1993 | CA Vélez Sarsfield – San Lorenzo de Almagro 1:0 Walter Reinaldo Pico                                                                                |
| 5 grudnia 1993 | Newell’s Old Boys – Ferro Carril Oeste 2:2 Iván César Gabrich, Diego Héctor Garay - Facundo Sava, Fabio Javier Radaelli                             |
| 6 grudnia 1993 | Gimnasia y Tiro Salta – Racing Club de Avellaneda 2:2 Rolando F. González, Alfredo Aníbal González - Juan Ramón Fleita (2)                          |

### Apertura 14
| Data            | Mecz |
| --------------- | --- |
| 10 grudnia 1993 | Boca Juniors – Ferro Carril Oeste 3:0 Sergio Daniel Martínez (2), Luis Alberto Carranza                                                                            |
| 11 grudnia 1993 | Racing Club de Avellaneda – Belgrano Córdoba 2:0 Claudio Omar García, Néstor Adrián de Vicente (k)                                                                 |
| 11 grudnia 1993 | San Lorenzo de Almagro – River Plate 1:1 Néstor Gorosito (k) - Walter Gustavo Silvani mecz rozegrany został na stadionie klubu CA Vélez Sarsfield                  |
| 11 grudnia 1993 | CA Platense – CA Huracán 5:0 Carlos Gabriel Amodeo, Marcelo Espina, Claudio Ariel Spontón (2, 1k), Diego Daniel Bustos                                             |
| 11 grudnia 1993 | Rosario Central – Independiente 1:1 Jorge Raúl Balbis - Walter Adrián Parodi                                                                                       |
| 11 grudnia 1993 | Club Atlético Lanús – Newell’s Old Boys 1:1 Gabriel Schürrer (k) - Rodolfo Gustavo Aquino                                                                          |
| 11 grudnia 1993 | Estudiantes La Plata – Gimnasia y Tiro Salta 0:0 |
| 11 grudnia 1993 | Deportivo Español – CA Vélez Sarsfield 0:0 |
| 11 grudnia 1993 | Deportivo Mandiyú – Gimnasia y Esgrima La Plata 1:1 Carlos Alejandro Duré - Pablo César Fernández mecz rozegrany został na stadionie klubu Huracán Corrientes      |
| 11 grudnia 1993 | Argentinos Juniors – CA Banfield 2:1 Jaime Pizarro, Norberto Ortega Sánchez - Fabián Leonardo Alegre mecz rozegrany został na stadionie Etadio Malvinas Argentinas |

### Apertura 15
| Data            | Mecz |
| --------------- | --- |
| 17 grudnia 1993 | CA Banfield – Boca Juniors 1:0 Alfredo Daniel Turdó (k) |
| 18 grudnia 1993 | Gimnasia y Esgrima La Plata – Rosario Central 2:0 Fabián Óscar Fernández, Hugo Romeo Guerra |
| 18 grudnia 1993 | Newell’s Old Boys – Racing Club de Avellaneda 1:0 Carlos Luis Torres |
| 19 grudnia 1993 | CA Vélez Sarsfield – CA Platense 2:2 Mauricio Pellegrino, Roberto Fabián Pompei - Claudio Ariel Spontón, Marcelo Espina                                                                         |
| 19 grudnia 1993 | Gimnasia y Tiro Salta – San Lorenzo de Almagro 1:3 Pedro Alberto Guiberguis - Eduardo Bennett (3)                                                                                               |
| 19 grudnia 1993 | CA Huracán – Deportivo Mandiyú 3:1 Gabriel Omar Amato (2), Mario Daniel Conti - Carlos Alejandro Duré                                                                                           |
| 19 grudnia 1993 | River Plate – Deportivo Español 1:0 Walter Gustavo Silvani |
| 19 grudnia 1993 | Belgrano Córdoba – Estudiantes La Plata 3:3 Víctor Hugo Ferreyra, Guillermo Daniel Primo, Marcelo Arnaldo Santoni - Arturo Marcelo Yorno (k), Gabriel González Chávez (k), Claudio Martín París |
| 19 grudnia 1993 | Ferro Carril Oeste – Club Atlético Lanús 0:0 |
| 20 grudnia 1993 | Independiente – Argentinos Juniors 1:2 Carlos Alfaro Moreno - Gabriel Cedrés, Norberto Ortega Sánchez                                                                                           |

### Apertura 16
| Data           | Mecz |
| -------------- | --- |
| 25 lutego 1994 | Racing Club de Avellaneda – Ferro Carril Oeste 2:2 Roberto Carlos Galarza (2) - Oscar Garré, José Alfredo Forte                                                                                                   |
| 26 lutego 1994 | Deportivo Mandiyú – CA Vélez Sarsfield 1:0 Pablo Sixto Suárez mecz rozegrany został na stadionie klubu Huracán Corrientes                                                                                         |
| 26 lutego 1994 | Rosario Central – CA Huracán 0:0 |
| 27 lutego 1994 | Boca Juniors – Club Atlético Lanús 3:0 Luis Alberto Carranza, Alejandro Mancuso, Rubén Fernando Da Silva |
| 27 lutego 1994 | Estudiantes La Plata – Newell’s Old Boys 1:1 José Luis Calderón - Fabián Basualdo |
| 27 lutego 1994 | Deportivo Español – Gimnasia y Tiro Salta 1:0 Juan Gustavo Spallina |
| 27 lutego 1994 | CA Platense – River Plate 2:2 Ramiro Castillo, Diego Daniel Bustos - Ricardo Altamirano, Sergio Berti (k) mecz rozegrany został na stadionie klubu CA Vélez Sarsfield                                             |
| 27 lutego 1994 | CA Banfield – Independiente 0:0 |
| 1 marca 1994   | San Lorenzo de Almagro – Belgrano Córdoba 1:0 Carlos Javier Netto |
| 9 marca 1994   | Argentinos Juniors – Gimnasia y Esgrima La Plata 2:2 Christian Juan Dollberg, Nicolás Lauría Calvo - Hugo Romeo Guerra, Guillermo Barros Schelotto mecz rozegrany został na stadionie Estadio Malvinas Argentinas |

### Apertura 17
| Data           | Mecz |
| -------------- | --- |
| 4 marca 1994   | River Plate – Deportivo Mandiyú 5:3 Hernán Crespo (2), Sergio Berti (2), Ariel Ortega - José Enrique García (2), Luis Caballero |
| 4 marca 1994   | Gimnasia y Tiro Salta – CA Platense 2:1 Pedro Alberto Guiberguis, Miguel Alberto Amaya - Claudio Ariel Spontón                  |
| 5 czerwca 1994 | Newell’s Old Boys – San Lorenzo de Almagro 1:0 Iván César Gabrich                                                               |
| 6 marca 1994   | Independiente – Boca Juniors 2:2 Diego Cagna, Sebastián Rambert - Sergio Daniel Martínez, Alberto Acosta                        |
| 6 marca 1994   | CA Huracán – Argentinos Juniors 2:1 Gabriel Omar Amato (2) - Norberto Ortega Sánchez (k)                                        |
| 6 marca 1994   | Belgrano Córdoba – Deportivo Español 1:1 Nelson Osvaldo Rosané - Marcelo Omar Caviglia                                          |
| 6 marca 1994   | Ferro Carril Oeste – Estudiantes La Plata 1:1 Mario Gabriel Pobersnik - Claudio Martín París                                    |
| 6 marca 1994   | Gimnasia y Esgrima La Plata – CA Banfield 1:0 Guillermo Sanguinetti                                                             |
| 6 marca 1994   | CA Vélez Sarsfield – Rosario Central 1:1 Patricio Alejandro Camps - Marcelo Delgado                                             |
| 6 marca 1994   | Club Atlético Lanús – Racing Club de Avellaneda 1:1 Fernando Clemente Di Carlo - Jorge Horacio Borelli (k)                      |

### Apertura 18
| Data          | Mecz |
| ------------- | --- |
| 11 marca 1994 | San Lorenzo de Almagro – Ferro Carril Oeste 1:1 Néstor Gorosito (k) - Miguel Ángel Vargas                                                               |
| 12 marca 1994 | Argentinos Juniors – CA Vélez Sarsfield 1:2 Roberto Acuña - Mariano Andrés Armentano (2) mecz rozegrany został na stadionie Estadio Malvinas Argentinas |
| 13 marca 1994 | Boca Juniors – Racing Club de Avellaneda 6:0 Sergio Daniel Martínez (3, 1k), Rubén Fernando Da Silva, Alberto Acosta, Luis Alberto Carranza             |
| 13 marca 1994 | CA Platense – Belgrano Córdoba 4:2 Marcelo Espina, Claudio Ariel Spontón (2), Marcelo Ernesto Broggi - Luis Ernesto Sosa, Víctor Hugo Ferreyra          |
| 13 marca 1994 | Rosario Central – River Plate 0:0 |
| 13 marca 1994 | CA Banfield – CA Huracán 3:3 Juan José Rossi, Ariel Osvaldo Cozzoni (2) - Víctor Hugo Delgado, Hugo Morales, Pedro D. Barrios Delgado (k)               |
| 13 marca 1994 | Estudiantes La Plata – Club Atlético Lanús 2:0 José Luis Calderón, Pedro Damián Uliambre                                                                |
| 13 marca 1994 | Deportivo Español – Newell’s Old Boys 0:0 |
| 13 marca 1994 | Deportivo Mandiyú – Gimnasia y Tiro Salta 0:0 mecz rozegrany został na stadionie klubu Huracán Corrientes                                               |
| 13 marca 1994 | Independiente – Gimnasia y Esgrima La Plata 3:2 Pablo Javier Morant s, Sebastián Rambert, Pablo César Fernández s - Hugo Romeo Guerra (2)               |

### Apertura 19
| Data          | Mecz |
| ------------- | --- |
| 18 marca 1994 | Gimnasia y Tiro Salta – Rosario Central 1:0 Marcelo Hugo Herrera |
| 18 marca 1994 | CA Huracán – Independiente 1:1 Víctor Hugo Delgado - Daniel Óscar Garnero mecz rozegrany został na stadionie klubu Ferro Carril Oeste |
| 19 marca 1994 | Gimnasia y Esgrima La Plata – Boca Juniors 1:1 Fabián Óscar Fernández - Sergio Daniel Martínez (k) data i miejsce meczu podane według strony josecarluccio.blogspot.com; według RSSSF mecz rozegrano 18 marca, a gospodarzem był klub Boca Juniors |
| 19 marca 1994 | CA Vélez Sarsfield – CA Banfield 1:1 Ricardo Nicolás Rentera - Raúl Edmundo Wensel |
| 19 marca 1994 | Newell’s Old Boys – CA Platense 1:0 Fernando Daniel Calcaterra |
| 19 marca 1994 | Club Atlético Lanús – San Lorenzo de Almagro 2:0 Ariel Maximiliano López, Armando Óscar González |
| 19 marca 1993 | River Plate – Argentinos Juniors 1:1 (1:0) Widzowie: 50 458 Sędzia: Aníbal Hay Bramki: 1:0 Julio César Toresani 8, 1:1 Norberto Ortega Sánchez 87k Club Atlético River Plate: Sergio Goycochea – Hernán Edgardo Díaz, Fernando Gamboa, Ernesto Corti, Pablo Hernán Lavallén – Julio César Toresani, Leonardo Astrada, Sergio Berti, José Fabián Albornoz (Facundo Villalba) – Ariel Ortega, Hernán Crespo. Trener: Daniel Passarella. Asociación Atlética Argentinos Juniors: Faryd Mondragón – Diego Martín Germano, Juan Andrés Gómez, Cristián Alberto Traverso, Andrés Duarte – Damián Gonzalo Facciutto (Walter Javier Paz), Roberto Acuña, Christian Juan Dollberg, Norberto Ortega Sánchez – Gabriel Cedrés, Leonardo Óscar Más (Nicolás Lauría Calvo). Trener: Osvaldo Sosa. |
| 19 marca 1994 | Belgrano Córdoba – Deportivo Mandiyú 1:1 Pablo Alberto Bocco - José Luis Cuciuffo s |
| 19 marca 1994 | Ferro Carril Oeste – Deportivo Español 1:1 Jorge Luis Cordon - Sergio Zanetti |
| 19 marca 1994 | Racing Club de Avellaneda – Estudiantes La Plata 3:1 Mariano Dalla Líbera, Juan Ramón Fleita, Roberto Carlos Galarza - Claudio Martín París |

### Tabela końcowa Apertura 1993/1994
| Poz | Klub                        | Mecze | Zw | Rem | Por | Pkt | BrZd | BrStr |
| --- | --------------------------- | ----- | -- | --- | --- | --- | ---- | ----- |
| 1   | River Plate                 | 19    | 9  | 6   | 4   | 24  | 29   | 17    |
| 2   | CA Vélez Sarsfield          | 19    | 8  | 7   | 4   | 23  | 19   | 14    |
| 3   | Racing Club de Avellaneda   | 19    | 8  | 7   | 4   | 23  | 23   | 20    |
| 4   | Boca Juniors                | 19    | 8  | 6   | 5   | 22  | 25   | 12    |
| 5   | Independiente               | 19    | 7  | 8   | 4   | 22  | 27   | 20    |
| 6   | Club Atlético Lanús         | 19    | 6  | 10  | 3   | 22  | 23   | 18    |
| 7   | Gimnasia y Esgrima La Plata | 19    | 6  | 9   | 4   | 21  | 21   | 15    |
| 8   | San Lorenzo de Almagro      | 19    | 8  | 5   | 6   | 21  | 23   | 20    |
| 9   | CA Banfield                 | 19    | 6  | 8   | 5   | 20  | 20   | 17    |
| 10  | Ferro Carril Oeste          | 19    | 4  | 11  | 4   | 19  | 17   | 20    |
| 11  | Argentinos Juniors          | 19    | 4  | 10  | 5   | 18  | 23   | 20    |
| 12  | CA Huracán                  | 19    | 5  | 8   | 6   | 18  | 22   | 23    |
| 13  | Deportivo Mandiyú           | 19    | 5  | 7   | 7   | 17  | 25   | 24    |
| 14  | CA Platense                 | 19    | 4  | 9   | 6   | 17  | 22   | 24    |
| 15  | Newell’s Old Boys           | 19    | 4  | 9   | 6   | 17  | 16   | 22    |
| 16  | Gimnasia y Tiro Salta       | 19    | 5  | 6   | 8   | 16  | 16   | 25    |
| 17  | Belgrano Córdoba            | 19    | 4  | 8   | 7   | 16  | 18   | 30    |
| 18  | Rosario Central             | 19    | 2  | 11  | 6   | 15  | 15   | 24    |
| 19  | Deportivo Español           | 19    | 3  | 9   | 7   | 15  | 8    | 20    |
| 20  | Estudiantes La Plata        | 19    | 3  | 8   | 8   | 14  | 16   | 23    |

### Klasyfikacja strzelców bramek
| Gole | Piłkarz                 | Klub                      |
| ---- | ----------------------- | ------------------------- |
| 12   | Sergio Daniel Martínez  | Boca Juniors              |
| 8    | Eduardo Bennett         | San Lorenzo de Almagro    |
| 8    | Ramón Medina Bello      | River Plate               |
| 8    | Claudio Ariel Spontón   | CA Platense               |
| 7    | Arsenio Benítez Zarza   | Deportivo Mandiyú         |
| 7    | Juan Ramón Fleita       | Racing Club de Avellaneda |
| 7    | Norberto Ortega Sánchez | Argentinos Juniors        |

## Torneo Clausura 1993/1994

### Clausura 1
| Data          | Mecz |
| ------------- | --- |
| 25 marca 1994 | Gimnasia y Tiro Salta – Argentinos Juniors 0:0                                                               |
| 26 marca 1994 | Estudiantes La Plata – Boca Juniors 1:2 Gonzalo Daniel Gaitán - Sergio Daniel Martínez (2)                   |
| 27 marca 1994 | Club Atlético Lanús – Deportivo Español 1:1 Gabriel Schürrer - Hugo Norberto Castillo                        |
| 27 marca 1994 | Newell’s Old Boys – Deportivo Mandiyú 2:1 Duda, José Luis Restelli s - Roberto Ulrico Müller                 |
| 27 marca 1994 | CA Vélez Sarsfield – Independiente 0:0                                                                       |
| 27 marca 1994 | Racing Club de Avellaneda – San Lorenzo de Almagro 0:0                                                       |
| 27 marca 1994 | Ferro Carril Oeste – CA Platense 1:2 Mario Gabriel Pobersnik - Diego Daniel Bustos, Claudio Ariel Spontón    |
| 27 marca 1994 | Belgrano Córdoba – Rosario Central 0:0                                                                       |
| 27 marca 1994 | River Plate – CA Banfield 1:2 Hernán Crespo - Juan José Rossi, Raúl Edmundo Wensel                           |
| 27 marca 1994 | CA Huracán – Gimnasia y Esgrima La Plata 2:2 Hugo Morales, Walter Luis Pelletti - Fabián Óscar Fernández (2) |

### Clausura 2
| Data            | Mecz |
| --------------- | --- |
| 1 kwietnia 1994 | Deportivo Español – Racing Club de Avellaneda 3:2 Marcelo Omar Caviglia (2), Rafael Alberto Luongo (k) - Claudio López, Mariano Dalla Líbera mecz rozegrany został na stadionie klubu Ferro Carril Oeste |
| 2 kwietnia 1994 | Argentinos Juniors – Belgrano Córdoba 0:0 mecz rozegrany został na stadionie Estadio Malvinas Argentinas                                                                                                 |
| 3 kwietnia 1994 | Boca Juniors – CA Huracán 2:0 Luis Alberto Carranza, Sergio Daniel Martínez |
| 3 kwietnia 1994 | Independiente – River Plate 1:0 Ricardo Alberto Gareca |
| 3 kwietnia 1994 | Deportivo Mandiyú – Ferro Carril Oeste 1:0 Juan Alberto Céspedes mecz rozegrany został na stadionie klubu Huracán Corrientes                                                                             |
| 3 kwietnia 1994 | Gimnasia y Esgrima La Plata – CA Vélez Sarsfield 3:2 Hugo Romeo Guerra, Pablo Javier Morant, Fabián Óscar Fernández - Esteban Fernando González (2)                                                      |
| 3 kwietnia 1994 | CA Banfield – Gimnasia y Tiro Salta 1:2 Ariel Osvaldo Cozzoni - Marcelo Hugo Herrera, Miguel Alberto Amaya                                                                                               |
| 3 kwietnia 1994 | CA Platense – Club Atlético Lanús 4:2 Claudio Ariel Spontón (2), Marcelo Espina (2) - Daniel Fernando Peinado, Fernando Clemente Di Carlo                                                                |
| 3 kwietnia 1994 | San Lorenzo de Almagro – Estudiantes La Plata 0:2 Adrián Gustavo Paz, Rubén Óscar Capria |
| 6 kwietnia 1994 | Rosario Central – Newell’s Old Boys 0:0 |

### Clausura 3
| Data             | Mecz |
| ---------------- | --- |
| 8 kwietnia 1994  | River Plate – Gimnasia y Esgrima La Plata 1:2 Facundo Villalba - Fabián Óscar Fernández (2)                               |
| 9 kwietnia 1994  | Belgrano Córdoba – CA Banfield 1:0 Javier Alejandro Arbarello                                                             |
| 9 kwietnia 1994  | Gimnasia y Tiro Salta – Independiente 1:1 Rolando F. González - Hugo Pérez                                                |
| 12 kwietnia 1994 | San Lorenzo de Almagro – Boca Juniors 1:0 Silas                                                                           |
| 12 kwietnia 1994 | Racing Club de Avellaneda – CA Platense 0:0                                                                               |
| 12 kwietnia 1994 | Ferro Carril Oeste – Rosario Central 0:0                                                                                  |
| 12 kwietnia 1994 | Estudiantes La Plata – Deportivo Español 0:0                                                                              |
| 12 kwietnia 1994 | Club Atlético Lanús – Deportivo Mandiyú 2:2 Fernando Clemente Di Carlo (2) - Carlos Alejandro Duré, Juan Alberto Céspedes |
| 12 kwietnia 1994 | Newell’s Old Boys – Argentinos Juniors 0:1 Christian Juan Dollberg                                                        |
| 12 kwietnia 1994 | CA Vélez Sarsfield – CA Huracán 0:1 Víctor Hugo Delgado                                                                   |

### Clausura 4
| Data             | Mecz |
| ---------------- | --- |
| 15 kwietnia 1994 | CA Huracán – River Plate 0:0 |
| 16 kwietnia 1994 | Argentinos Juniors – Ferro Carril Oeste 0:1 Miguel Ángel Ortolá mecz rozegrany został na stadionie Estadio Malvinas Argentinas                                   |
| 16 kwietnia 1994 | Deportivo Mandiyú – Racing Club de Avellaneda 0:1 Juan Ramón Fleita mecz rozegrany został na stadionie klubu Huracán Corrientes                                  |
| 17 kwietnia 1994 | Boca Juniors – CA Vélez Sarsfield 3:3 Alejandro Víctor Giuntini, Sergio Daniel Martínez (k), Luis Alberto Carranza - Marcelo Adrián Gómez, José Óscar Flores (2) |
| 17 kwietnia 1994 | Gimnasia y Esgrima La Plata – Gimnasia y Tiro Salta 1:2 Gastón Alejandro Rogel s - Alfredo Aníbal González, Gustavo A. Onaíndia                                  |
| 17 kwietnia 1994 | CA Banfield – Newell’s Old Boys 1:0 Daniel Alejandro Delfino |
| 17 kwietnia 1994 | Rosario Central – Club Atlético Lanús 1:1 José Luis Rodríguez - Ariel Maximiliano López                                                                          |
| 17 kwietnia 1994 | CA Platense – Estudiantes La Plata 1:2 Marcelo Espina - Gabriel González Chávez, Adrián Gustavo Paz                                                              |
| 17 kwietnia 1994 | Independiente – Belgrano Córdoba 0:0 |
| 17 kwietnia 1994 | Deportivo Español – San Lorenzo de Almagro 1:0 Hugo Norberto Castillo                                                                                            |

### Clausura 5
| Data             | Mecz |
| ---------------- | --- |
| 22 kwietnia 1994 | Racing Club de Avellaneda – Rosario Central 0:0                                                                                         |
| 23 kwietnia 1994 | Newell’s Old Boys – Independiente 0:0                                                                                                   |
| 23 kwietnia 1994 | Gimnasia y Tiro Salta – CA Huracán 0:1 Walter Luis Pelletti                                                                             |
| 24 kwietnia 1994 | Deportivo Español – Boca Juniors 0:0 mecz rozegrany został na stadionie klubu CA Huracán                                                |
| 24 kwietnia 1994 | Estudiantes La Plata – Deportivo Mandiyú 1:0 José Luis Calderón                                                                         |
| 24 kwietnia 1994 | Club Atlético Lanús – Argentinos Juniors 2:3 Rodolfo Ramón García, Ariel Maximiliano López - Christian Juan Dollberg (2), Roberto Acuña |
| 24 kwietnia 1994 | San Lorenzo de Almagro – CA Platense 1:2 Eduardo Bennett - Hernán Martín Maisterra, Diego Gustavo Díaz                                  |
| 24 kwietnia 1994 | Ferro Carril Oeste – CA Banfield 0:0 |
| 24 kwietnia 1994 | Belgrano Córdoba – Gimnasia y Esgrima La Plata 0:0                                                                                      |
| 24 kwietnia 1994 | River Plate – CA Vélez Sarsfield 4:0 Sergio Berti, Gabriel Cedrés, Hernán Edgardo Díaz                                                  |

### Clausura 6
| Data             | Mecz |
| ---------------- | --- |
| 29 kwietnia 1994 | Independiente – Ferro Carril Oeste 2:0 Daniel Óscar Garnero, Albeiro Usuriaga                                                                 |
| 30 kwietnia 1994 | Boca Juniors – River Plate 0:2 Ariel Ortega, Hernán Crespo                                                                                    |
| 30 kwietnia 1994 | CA Huracán – Belgrano Córdoba 1:3 Antonio Humberto Váttimos - Javier Alejandro Arbarello, Claudio Edgar Benetti, Claudio Alejandro Rivadero   |
| 30 kwietnia 1994 | Argentinos Juniors – Racing Club de Avellaneda 0:1 Néstor Adrián de Vicente mecz rozegrany został na stadionie Estadio Malvinas Argentinas    |
| 30 kwietnia 1994 | Deportivo Mandiyú – San Lorenzo de Almagro 1:0 Héctor Eduardo Morán mecz rozegrany został na stadionie klubu Huracán Corrientes               |
| 30 kwietnia 1994 | CA Vélez Sarsfield – Gimnasia y Tiro Salta 1:1 Federico Hernán Domínguez - Pablo Jesús Saldaño                                                |
| 30 kwietnia 1994 | Gimnasia y Esgrima La Plata – Newell’s Old Boys 3:1 Fabián Óscar Fernández, Guillermo Sanguinetti, Rubén Darío Beninca - Juan Manuel Llop (k) |
| 30 kwietnia 1994 | CA Banfield – Club Atlético Lanús 2:0 Jorge Jiménez, Daniel Alejandro Delfino                                                                 |
| 30 kwietnia 1994 | Rosario Central – Estudiantes La Plata 3:0 Kily González, Marcelo Delgado, Pablo A. Sánchez                                                   |
| 30 kwietnia 1994 | CA Platense – Deportivo Español 2:1 Diego Daniel Bustos, Marcelo Ernesto Broggi - Hugo Norberto Castillo                                      |

### Clausura 7
| Data        | Mecz |
| ----------- | --- |
| 3 maja 1994 | Boca Juniors – CA Platense 1:1 Alejandro Mancuso - Marcelo Espina                                                               |
| 3 maja 1994 | San Lorenzo de Almagro – Rosario Central 2:1 Roberto Monserrat, Carlos Javier Netto (k) - Roberto Antonio Molina                |
| 3 maja 1994 | Ferro Carril Oeste – Gimnasia y Esgrima La Plata 2:0 Mario Gabriel Pobersnik (2)                                                |
| 3 maja 1994 | Belgrano Córdoba – CA Vélez Sarsfield 2:0 Leonardo Moreno, Javier Alejandro Arbarello                                           |
| 3 maja 1994 | Gimnasia y Tiro Salta – River Plate 0:0                                                                                         |
| 4 maja 1994 | Racing Club de Avellaneda – CA Banfield 0:0                                                                                     |
| 4 maja 1994 | Deportivo Español – Deportivo Mandiyú 1:1 Juan Gustavo Spallina - Arsenio Benítez Zarza                                         |
| 4 maja 1994 | Estudiantes La Plata – Argentinos Juniors 2:2 Rubén Óscar Capria, Víctor Hugo Ferreyra - Leonardo Óscar Más, Luis Alberto Ramos |
| 4 maja 1994 | Club Atlético Lanús – Independiente 0:2 Sebastián Rambert, Hugo Pérez (k)                                                       |
| 5 maja 1994 | Newell’s Old Boys – CA Huracán 1:0 Leonardo Ángel Biagini                                                                       |

### Clausura 8
| Data        | Mecz |
| ----------- | --- |
| 6 maja 1994 | River Plate – Belgrano Córdoba 4:0 Hernán Crespo (3), Ariel Ortega |
| 7 maja 1994 | Gimnasia y Tiro Salta – Boca Juniors 0:4 Sergio Daniel Martínez, Ivo Basay (2), John Jairo Tréllez |
| 8 maja 1994 | CA Vélez Sarsfield – Newell’s Old Boys 3:1 Christian Bassedas, José Basualdo, Roberto Luis Trotta (k) - Juan Manuel Llop (k)                                                                          |
| 8 maja 1994 | Gimnasia y Esgrima La Plata – Club Atlético Lanús 0:1 Martín Raúl Vilallonga |
| 8 maja 1994 | CA Banfield – Estudiantes La Plata 1:0 Juan Raúl Arce |
| 8 maja 1994 | Rosario Central – Deportivo Español 1:0 Claudio Daniel Carnevali |
| 8 maja 1994 | CA Huracán – Ferro Carril Oeste 1:0 Rodolfo Gustavo Flores |
| 8 maja 1994 | Independiente – Racing Club de Avellaneda 2:2 Diego Cagna, Sebastián Rambert - Claudio López, Alejandro Elíseo Allegue                                                                                |
| 8 maja 1994 | Argentinos Juniors – San Lorenzo de Almagro 2:2 Luis Alberto Ramos (k), Walter Gustavo Silvani - Eduardo Bennett, Roberto Óscar García mecz rozegrany został na stadionie Estadio Malvinas Argentinas |
| 8 maja 1994 | Deportivo Mandiyú – CA Platense 1:1 Héctor Eduardo Morán - Claudio Ariel Spontón mecz rozegrany został na stadionie klubu Huracán Corrientes                                                          |

### Clausura 9
| Data         | Mecz |
| ------------ | --- |
| 13 maja 1994 | Boca Juniors – Deportivo Mandiyú 2:1 John Jairo Tréllez, Ivo Basay - Héctor Rodríguez Peña                                                |
| 14 maja 1994 | Racing Club de Avellaneda – Gimnasia y Esgrima La Plata 0:0                                                                               |
| 15 maja 1994 | Deportivo Español – Argentinos Juniors 1:1 Gustavo Rubén Topacio - Leonel Fernando Gancedo                                                |
| 15 maja 1994 | Estudiantes La Plata – Independiente 1:1 Martín Palermo - Ricardo Alberto Gareca                                                          |
| 15 maja 1994 | Club Atlético Lanús – CA Huracán 2:3 Gabriel Schürrer, Ariel Maximiliano López - Rodolfo Gustavo Flores (2), Pedro D. Barrios Delgado (k) |
| 15 maja 1994 | Newell’s Old Boys – River Plate 0:1 Hernán Crespo                                                                                         |
| 15 maja 1994 | CA Platense – Rosario Central 2:1 Marcelo Espina (2) - Pablo A. Sánchez                                                                   |
| 15 maja 1994 | San Lorenzo de Almagro – CA Banfield 2:0 Carlos Javier Netto (k), Eduardo Bennett                                                         |
| 15 maja 1994 | Ferro Carril Oeste – CA Vélez Sarsfield 2:0 Víctor Hugo Marchesini, Miguel Ángel Vargas                                                   |
| 15 maja 1994 | Belgrano Córdoba – Gimnasia y Tiro Salta 2:1 Marcelo Arnaldo Santoni, Marcelo Alejandro Flores „El Culo” - Marcelo Hugo Herrera           |

### Clausura 10
| Data         | Mecz |
| ------------ | --- |
| 20 maja 1994 | River Plate – Ferro Carril Oeste 2:0 Julio César Toresani, Facundo Villalba                                                                            |
| 21 maja 1994 | Argentinos Juniors – CA Platense 1:1 Luis Alberto Ramos - Claudio Ariel Spontón mecz rozegrany został na stadionie Estadio Malvinas Argentinas         |
| 22 maja 1994 | CA Huracán – Racing Club de Avellaneda 1:0 Pedro D. Barrios Delgado                                                                                    |
| 22 maja 1994 | Independiente – San Lorenzo de Almagro 2:3 José Tiburcio Serrizuela, Albeiro Usuriaga - Roberto Monserrat, Claudio Darío Biaggio, Roberto Óscar García |
| 22 maja 1994 | Gimnasia y Tiro Salta – Newell’s Old Boys 0:0 |
| 22 maja 1994 | CA Vélez Sarsfield – Club Atlético Lanús 0:0 |
| 22 maja 1994 | Gimnasia y Esgrima La Plata – Estudiantes La Plata 2:1 Gustavo Barros Schelotto, Fabián Óscar Fernández - Rubén Óscar Capria                           |
| 22 maja 1994 | CA Banfield – Deportivo Español 5:0 Raúl Edmundo Wensel (2), Juan Raúl Arce, Daniel Alejandro Delfino, Juan José Rossi                                 |
| 22 maja 1994 | Rosario Central – Deportivo Mandiyú 4:0 Gustavo Germán Falaschi, Juan Ramón Jara, Kily González, Gonzalo Belloso                                       |
| 23 maja 1994 | Belgrano Córdoba – Boca Juniors 1:0 Claudio Edgar Benetti                                                                                              |

### Clausura 11
| Data         | Mecz |
| ------------ | --- |
| 27 maja 1994 | Club Atlético Lanús – River Plate 1:1 Néstor Fabbri - Gabriel Cedrés mecz rozegrany został na stadionie klubu CA Vélez Sarsfield                            |
| 29 maja 1994 | Boca Juniors – Rosario Central 2:2 Ivo Basay, Carlos Javier Mac Allister - Marcelo Delgado, Horacio Carbonari                                               |
| 29 maja 1994 | CA Platense – CA Banfield 1:2 Claudio Ariel Spontón (k) - Fabián Leonardo Alegre (k), Raúl Edmundo Wensel                                                   |
| 29 maja 1994 | San Lorenzo de Almagro – Gimnasia y Esgrima La Plata 1:0 Roberto Óscar García                                                                               |
| 29 maja 1994 | Racing Club de Avellaneda – CA Vélez Sarsfield 1:0 Néstor Adrián de Vicente                                                                                 |
| 29 maja 1994 | Ferro Carril Oeste – Gimnasia y Tiro Salta 3:2 Víctor Manuel López, Jorge Luis Cordon, Humberto Fabián Biazotti - Marcelo Hugo Herrera, Pablo Jesús Saldaño |
| 29 maja 1994 | Deportivo Mandiyú – Argentinos Juniors 0:1 Christian Juan Dollberg mecz rozegrany został na stadionie klubu Huracán Corrientes                              |
| 29 maja 1994 | Deportivo Español – Independiente 0:2 Diego Cagna, Sebastián Rambert                                                                                        |
| 29 maja 1994 | Estudiantes La Plata – CA Huracán 1:3 José Luis Calderón - Hugo Rolando Corbalán, Víctor Hugo Delgado, Rodolfo Gustavo Flores                               |
| 29 maja 1994 | Newell’s Old Boys – Belgrano Córdoba 2:1 Juan Manuel Llop, Alfredo Mendoza - Ariel Cuffaro Russo                                                            |

### Clausura 12
| Data           | Mecz |
| -------------- | --- |
| 3 czerwca 1994 | Independiente – CA Platense 2:1 Sebastián Rambert, Daniel Óscar Garnero - Claudio Ariel Spontón |
| 4 czerwca 1994 | Newell’s Old Boys – Boca Juniors 1:0 Alfredo Mendoza |
| 5 czerwca 1994 | Gimnasia y Tiro Salta – Club Atlético Lanús 1:2 Pablo Jesús Saldaño - Martín Raúl Vilallonga, Rodolfo Ramón García |
| 5 czerwca 1994 | CA Vélez Sarsfield – Estudiantes La Plata 4:0 Mauricio Pellegrino, José Óscar Flores, Fernando Daniel Pandolfi, ? |
| 5 czerwca 1994 | Gimnasia y Esgrima La Plata – Deportivo Español 1:0 Guillermo Sanguinetti |
| 5 czerwca 1994 | CA Banfield – Deportivo Mandiyú 2:0 Fabián Leonardo Alegre, Daniel Alejandro Delfino |
| 5 czerwca 1994 | Belgrano Córdoba – Ferro Carril Oeste 3:1 Nelson Osvaldo Rosané (k), Marcelo Arnaldo Santoni, Javier Alejandro Arbarello - Facundo Sava                                                                               |
| 5 czerwca 1994 | River Plate – Racing Club de Avellaneda 3:1 Hernán Crespo (2), Sergio Berti - Cosme Julio Ubaldo Zaccanti |
| 5 czerwca 1994 | CA Huracán – San Lorenzo de Almagro 2:1 Rodolfo Gustavo Flores, Pedro D. Barrios Delgado (k) - Carlos Javier Netto (k)                                                                                                |
| 5 czerwca 1994 | Argentinos Juniors – Rosario Central 2:3 Walter Gustavo Silvani, Luis Alberto Ramos - Marcelo Delgado, Horacio Carbonari (k), Sergio Alberto Fernández mecz rozegrany został na stadionie Estadio Malvinas Argentinas |

### Clausura 13
| Data            | Mecz |
| --------------- | --- |
| 10 czerwca 1994 | Boca Juniors – Argentinos Juniors 2:2 Sergio Daniel Martínez (k), Roberto Acuña s - Walter Gustavo Silvani, Walter Javier Paz                 |
| 11 czerwca 1994 | Estudiantes La Plata – River Plate 0:0 mecz rozegrany został na stadionie klubu Independiente                                                 |
| 12 czerwca 1994 | Club Atlético Lanús – Belgrano Córdoba 2:0 Néstor Fabbri, Martín Raúl Vilallonga                                                              |
| 12 czerwca 1994 | Rosario Central – CA Banfield 2:0 Gonzalo Belloso, Pablo A. Sánchez                                                                           |
| 12 czerwca 1994 | CA Platense – Gimnasia y Esgrima La Plata 1:1 Claudio Ariel Spontón - Gustavo Barros Schelotto                                                |
| 12 czerwca 1994 | San Lorenzo de Almagro – CA Vélez Sarsfield 4:1 Roberto Monserrat (2), Eduardo Bennett, Claudio Darío Biaggio - José Óscar Flores             |
| 12 czerwca 1994 | Racing Club de Avellaneda – Gimnasia y Tiro Salta 1:0 Fernando Héctor Quiroz                                                                  |
| 12 czerwca 1994 | Ferro Carril Oeste – Newell’s Old Boys 1:2 Víctor Manuel López - Alfredo Mendoza, Iván César Gabrich                                          |
| 13 czerwca 1994 | Deportivo Mandiyú – Independiente 1:1 Guido Virgilio Alvarenga - Néstor Craviotto mecz rozegrany został na stadionie klubu Huracán Corrientes |
| 13 czerwca 1994 | Deportivo Español – CA Huracán 1:1 José Antonio Barrella - Rodolfo Gustavo Flores                                                             |

### Clausura 14
| Data          | Mecz |
| ------------- | --- |
| 22 lipca 1994 | Independiente – Rosario Central 2:2 Walter Adrián Parodi (2) - Pablo A. Sánchez, Roberto Antonio Molina                                                           |
| 23 lipca 1994 | Belgrano Córdoba – Racing Club de Avellaneda 0:0 |
| 24 lipca 1994 | Ferro Carril Oeste – Boca Juniors 1:1 Mario Gabriel Pobersnik - Emiliano Manuel Romay                                                                             |
| 24 lipca 1994 | River Plate – San Lorenzo de Almagro 1:1 Gabriel Cedrés - Silas                                                                                                   |
| 24 lipca 1994 | CA Huracán – CA Platense 1:1 Pedro D. Barrios Delgado - Marcelo Espina                                                                                            |
| 24 lipca 1994 | Newell’s Old Boys – Club Atlético Lanús 1:2 Fabián Basualdo - Fernando Clemente Di Carlo, Néstor Fabbri                                                           |
| 24 lipca 1994 | Gimnasia y Tiro Salta – Estudiantes La Plata 3:2 Carlos Gerardo Russo, Alfredo Aníbal González, Miguel Alberto Amaya - Rubén Óscar Capria, Carlos Gerardo Russo s |
| 24 lipca 1994 | CA Vélez Sarsfield – Deportivo Español 1:1 Roberto Fabián Pompei (k) - Pablo Andrés Michelini                                                                     |
| 24 lipca 1994 | Gimnasia y Esgrima La Plata – Deportivo Mandiyú 0:1 Guido Virgilio Alvarenga                                                                                      |
| 24 lipca 1994 | CA Banfield – Argentinos Juniors 2:2 Fabián Leonardo Alegre (2, 1k) - Walter Gustavo Silvani (2)                                                                  |

### Clausura 15
| Data            | Mecz |
| --------------- | --- |
| 29 lipca 1994   | Deportivo Español – River Plate 1:0 José Antonio Barrella mecz rozegrany został na stadionie klubu Ferro Carril Oeste                                                                               |
| 30 lipca 1994   | Argentinos Juniors – Independiente 0:0 mecz rozegrany został na stadionie Estadio Malvinas Argentinas                                                                                               |
| 31 lipca 1994   | Rosario Central – Gimnasia y Esgrima La Plata 2:0 Marcelo Delgado, José Luis Rodríguez |
| 31 lipca 1994   | CA Platense – CA Vélez Sarsfield 1:2 Marcelo Espina - Roberto Fabián Pompei, Patricio Alejandro Camps                                                                                               |
| 31 lipca 1994   | San Lorenzo de Almagro – Gimnasia y Tiro Salta 2:0 Silas (2) |
| 31 lipca 1994   | Deportivo Mandiyú – CA Huracán 2:3 José Enrique García, Hugo Humberto Lamadrid - Walter Luis Pelletti (2), Pedro D. Barrios Delgado (k) mecz rozegrany został na stadionie klubu Huracán Corrientes |
| 1 sierpnia 1994 | Boca Juniors – CA Banfield 1:0 Sergio Daniel Martínez |
| 1 sierpnia 1994 | Racing Club de Avellaneda – Newell’s Old Boys 2:0 Mariano Dalla Líbera, Claudio López |
| 1 sierpnia 1994 | Estudiantes La Plata – Belgrano Córdoba 3:2 Rubén Óscar Capria (2, 1k), Víctor Hugo Ferreyra - Norberto Antonio Fernández, Nelson Osvaldo Rosané (k)                                                |
| 1 sierpnia 1994 | Club Atlético Lanús – Ferro Carril Oeste 1:0 Fernando Clemente Di Carlo |

### Clausura 16
| Data            | Mecz |
| --------------- | --- |
| 5 sierpnia 1994 | Ferro Carril Oeste – Racing Club de Avellaneda 1:0 Humberto Fabián Biazotti                                                          |
| 6 sierpnia 1994 | CA Vélez Sarsfield – Deportivo Mandiyú 1:1 Patricio Alejandro Camps - Guido Virgilio Alvarenga                                       |
| 7 sierpnia 1994 | Club Atlético Lanús – Boca Juniors 1:0 Gabriel Schürrer                                                                              |
| 7 sierpnia 1994 | Newell’s Old Boys – Estudiantes La Plata 1:0 Rodolfo Gustavo Aquino                                                                  |
| 7 sierpnia 1994 | Gimnasia y Tiro Salta – Deportivo Español 0:0                                                                                        |
| 7 sierpnia 1994 | Gimnasia y Esgrima La Plata – Argentinos Juniors 2:2 Sergio Daniel Dopazo (k), Gustavo Barros Schelotto - Walter Gustavo Silvani (2) |
| 7 sierpnia 1994 | River Plate – CA Platense 1:3 Hernán Crespo - Marcelo Espina (2), Diego Daniel Bustos                                                |
| 7 sierpnia 1994 | CA Huracán – Rosario Central 1:0 Walter Luis Pelletti                                                                                |
| 7 sierpnia 1994 | Independiente – CA Banfield 4:0 Albeiro Usuriaga, Sebastián Rambert, Diego Cagna, Hugo Pérez                                         |
| 8 sierpnia 1994 | Belgrano Córdoba – San Lorenzo de Almagro 0:1 Silas                                                                                  |

### Clausura 17
| Data             | Mecz |
| ---------------- | --- |
| 12 sierpnia 1994 | San Lorenzo de Almagro – Newell’s Old Boys 0:0 |
| 13 sierpnia 1994 | Argentinos Juniors – CA Huracán 2:2 Jorge Roberto Quinteros, Norberto Ortega Sánchez - Rodolfo Gustavo Flores, César Hugo Couceiro mecz rozegrany został na stadionie Estadio Malvinas Argentinas |
| 14 sierpnia 1994 | Boca Juniors – Independiente 1:1 Sergio Daniel Martínez - Gustavo López |
| 14 sierpnia 1994 | Deportivo Mandiyú – River Plate 2:2 Héctor Eduardo Morán, Guido Virgilio Alvarenga - Pablo Hernán Lavallén, Hernán Crespo mecz rozegrany został na stadionie klubu Huracán Corrientes             |
| 14 sierpnia 1994 | Deportivo Español – Belgrano Córdoba 0:0 |
| 14 sierpnia 1994 | Estudiantes La Plata – Ferro Carril Oeste 0:0 |
| 14 sierpnia 1994 | CA Banfield – Gimnasia y Esgrima La Plata 4:1 Daniel Alejandro Delfino, Raúl Edmundo Wensel (2), Leonardo Alfredo Ramos - Guillermo Sanguinetti                                                   |
| 14 sierpnia 1994 | Rosario Central – CA Vélez Sarsfield 3:1 Pablo A. Sánchez, Roberto Antonio Molina, Gonzalo Belloso - Martín Posse                                                                                 |
| 14 sierpnia 1994 | CA Platense – Gimnasia y Tiro Salta 4:1 Eduardo Germán Coudet, Diego Gustavo Díaz, Marcelo Espina (2) - José Daniel Ponce                                                                         |
| 14 sierpnia 1994 | Racing Club de Avellaneda – Club Atlético Lanús 2:0 Claudio Omar García, Jorge Horacio Borelli (k)                                                                                                |

### Clausura 18
| Data             | Mecz |
| ---------------- | --- |
| 19 sierpnia 1994 | Ferro Carril Oeste – San Lorenzo de Almagro 0:0 |
| 20 sierpnia 1994 | Belgrano Córdoba – CA Platense 0:0 |
| 21 sierpnia 1994 | Racing Club de Avellaneda – Boca Juniors 0:3 Rubén Fernando Da Silva (2), Alberto José Márcico                                                                                 |
| 21 sierpnia 1994 | River Plate – Rosario Central 1:0 Hernán Crespo |
| 21 sierpnia 1994 | CA Huracán – CA Banfield 2:0 Walter Luis Pelletti, Pedro D. Barrios Delgado (k)                                                                                                |
| 21 sierpnia 1994 | Club Atlético Lanús – Estudiantes La Plata 3:3 Gabriel Schürrer, Martín Raúl Vilallonga (2) - Rubén Óscar Capria, Víctor Hugo Ferreyra (2)                                     |
| 21 sierpnia 1994 | Newell’s Old Boys – Deportivo Español 2:2 Cristián Enrique Ruffini, Iván César Gabrich - Nelson Omar Agoglia, Marcelo Omar Caviglia                                            |
| 21 sierpnia 1994 | Gimnasia y Tiro Salta – Deportivo Mandiyú 1:0 Pedro Alberto Guiberguis |
| 21 sierpnia 1994 | CA Vélez Sarsfield – Argentinos Juniors 3:2 Mariano Andrés Armentano, Patricio Alejandro Camps, Guillermo Carlos Morigi - Jorge Roberto Quinteros, Norberto Ortega Sánchez (k) |
| 21 sierpnia 1994 | Gimnasia y Esgrima La Plata – Independiente 1:5 Guillermo Barros Schelotto - Guillermo Daniel Ríos, Hugo Pérez (k), Sebastián Rambert, Albeiro Usuriaga (2)                    |

### Clausura 19
| Data             | Mecz |
| ---------------- | --- |
| 26 sierpnia 1994 | Boca Juniors – Gimnasia y Esgrima La Plata 1:1 John Jairo Tréllez - Jorge Héctor San Esteban |
| 27 sierpnia 1994 | Argentinos Juniors – River Plate 0:0 mecz rozegrany został na stadionie Estadio Malvinas Argentinas |
| 28 sierpnia 1994 | Rosario Central – Gimnasia y Tiro Salta 1:0 Marcelo Delgado |
| 28 sierpnia 1994 | CA Banfield – CA Vélez Sarsfield 1:1 Daniel Alejandro Delfino - Mariano Andrés Armentano |
| 28 sierpnia 1994 | CA Platense – Newell’s Old Boys 0:2 Marcelo Escudero, Gustavo Daniel Raggio |
| 28 sierpnia 1994 | San Lorenzo de Almagro – Club Atlético Lanús 0:0 |
| 28 sierpnia 1994 | Independiente – CA Huracán 4:0 (2:0) Widzowie: 38 022 Sędzia: Javier Castrilli Bramki: 1:0 Sebastián Rambert 19, 2:0 Daniel Óscar Garnero 25, 3:0 Hugo Rolando Corbalán 55s, 4:0 Ricardo Alberto Gareca 85 CA Independiente: Luis Islas – Néstor Craviotto, Pablo Rotchen, José Tiburcio Serrizuela, Guillermo Daniel Ríos – Diego Cagna, Hugo Pérez, Daniel Óscar Garnero – Gustavo López, Albeiro Usuriaga (Hermes Desio), Sebastián Rambert (Ricardo Alberto Gareca). Trener: Miguel Ángel Brindisi. Club Atlético Huracán: Marcos Juan Gutiérrez – Antonio Humberto Váttimos, Pedro D. Barrios Delgado, César Hugo Couceiro, Hugo Rolando Corbalán – Claudio Javier Marini (Sergio Luis Arias), Roger Gabriel Morales, Víctor Hugo Delgado, Hugo Morales – Rodolfo Gustavo Flores (Mario Daniel Conti), Walter Luis Pelletti. Tener: Héctor Cúper. |
| 28 sierpnia 1994 | Deportivo Mandiyú – Belgrano Córdoba 2:1 Nelson Osvaldo Rosané s, Héctor Eduardo Morán - Hernán Sebastián Cattáneo mecz rozegrany został na stadionie klubu Huracán Corrientes |
| 28 sierpnia 1994 | Deportivo Español – Ferro Carril Oeste 0:0 |
| 28 sierpnia 1994 | Estudiantes La Plata – Racing Club de Avellaneda 4:1 Adrián Gustavo Paz, José Luis Calderón (2), Fernando Gastón Córdoba - Juan Ramón Fleita |

### Tabela końcowa Clausura 1993/1994
| Poz | Klub                        | Mecze | Zw | Rem | Por | Pkt | BrZd | BrStr |
| --- | --------------------------- | ----- | -- | --- | --- | --- | ---- | ----- |
| 1   | Independiente               | 19    | 8  | 10  | 1   | 26  | 32   | 13    |
| 2   | CA Huracán                  | 19    | 10 | 5   | 4   | 25  | 25   | 22    |
| 3   | Rosario Central             | 19    | 8  | 7   | 4   | 23  | 26   | 14    |
| 4   | San Lorenzo de Almagro      | 19    | 8  | 7   | 4   | 23  | 22   | 15    |
| 5   | River Plate                 | 19    | 7  | 7   | 5   | 21  | 24   | 14    |
| 6   | CA Platense                 | 19    | 7  | 7   | 5   | 21  | 28   | 23    |
| 7   | Boca Juniors                | 19    | 6  | 8   | 5   | 20  | 25   | 19    |
| 8   | CA Banfield                 | 19    | 8  | 4   | 7   | 20  | 23   | 20    |
| 9   | Belgrano Córdoba            | 19    | 6  | 7   | 6   | 19  | 16   | 17    |
| 10  | Newell’s Old Boys           | 19    | 7  | 5   | 7   | 19  | 16   | 18    |
| 11  | Club Atlético Lanús         | 19    | 6  | 7   | 6   | 19  | 23   | 26    |
| 12  | Racing Club de Avellaneda   | 19    | 6  | 7   | 6   | 19  | 14   | 17    |
| 13  | Argentinos Juniors          | 19    | 3  | 12  | 4   | 18  | 23   | 24    |
| 14  | Deportivo Español           | 19    | 3  | 11  | 5   | 17  | 13   | 20    |
| 15  | Ferro Carril Oeste          | 19    | 5  | 6   | 8   | 16  | 13   | 17    |
| 16  | Estudiantes La Plata        | 19    | 5  | 6   | 8   | 16  | 23   | 29    |
| 17  | Gimnasia y Esgrima La Plata | 19    | 5  | 6   | 8   | 16  | 20   | 29    |
| 18  | CA Vélez Sarsfield          | 19    | 4  | 7   | 8   | 15  | 23   | 31    |
| 19  | Gimnasia y Tiro Salta       | 19    | 4  | 6   | 9   | 14  | 15   | 26    |
| 20  | Deportivo Mandiyú           | 19    | 3  | 7   | 9   | 13  | 17   | 27    |

### Klasyfikacja strzelców bramek
| Gole | Piłkarz                | Klub                 |
| ---- | ---------------------- | -------------------- |
| 11   | Hernán Crespo          | River Plate          |
| 11   | Marcelo Espina         | CA Platense          |
| 8    | Sergio Daniel Martínez | Boca Juniors         |
| 8    | Claudio Ariel Spontón  | CA Platense          |
| 7    | Rubén Óscar Capria     | Estudiantes La Plata |

### Tablica spadkowa na koniec turnieju Clausura 1993/1994
| Poz | Klub                        | 1991/92 pkt/m | 1992/93 pkt/m | 1993/94 pkt/m | Razem pkt/mecze | Średnia |
| --- | --------------------------- | ------------- | ------------- | ------------- | --------------- | ------- |
| 1   | River Plate                 | 55/38         | 46/38         | 45/38         | 146/114         | 1.281   |
| 2   | Boca Juniors                | 50/38         | 48/38         | 42/38         | 140/114         | 1.228   |
| 3   | CA Vélez Sarsfield          | 48/38         | 48/38         | 38/38         | 134/114         | 1.175   |
| 4   | Independiente               | 36/38         | 41/38         | 48/38         | 125/114         | 1.096   |
| 5   | CA Huracán                  | 38/38         | 43/38         | 43/38         | 124/114         | 1.088   |
| 6   | San Lorenzo de Almagro      | 34/38         | 45/38         | 44/38         | 123/114         | 1.079   |
| 7   | CA Banfield                 | 0/0           | 0/0           | 40/38         | 40/38           | 1.053   |
| 8   | Deportivo Español           | 45/38         | 41/38         | 32/38         | 118/114         | 1.035   |
| 0   | Club Atlético Lanús         | 0/0           | 37/38         | 41/38         | 78/76           | 1.026   |
| 10  | Racing Club de Avellaneda   | 39/38         | 36/38         | 42/38         | 117/114         | 1.026   |
| 11  | Gimnasia y Esgrima La Plata | 41/38         | 34/38         | 37/38         | 112/114         | 0.982   |
| 12  | Rosario Central             | 34/38         | 39/38         | 38/38         | 111/114         | 0.974   |
| 13  | Ferro Carril Oeste          | 37/38         | 38/38         | 35/38         | 110/114         | 0.965   |
| 14  | Belgrano Córdoba            | 35/38         | 38/38         | 35/38         | 108/114         | 0.947   |
| 15  | CA Platense                 | 42/38         | 28/38         | 38/38         | 108/114         | 0.947   |
| 16  | Newell’s Old Boys           | 44/38         | 25/38         | 36/38         | 105/114         | 0.921   |
| 17  | Argentinos Juniors          | 35/38         | 33/38         | 36/38         | 104/114         | 0.912   |
| 18  | Deportivo Mandiyú           | 33/38         | 37/38         | 30/38         | 100/114         | 0.877   |
| 19  | Estudiantes La Plata        | 29/38         | 38/38         | 30/38         | 97/114          | 0.851   |
| 20  | Gimnasia y Tiro Salta       | 0/0           | 0/0           | 30/38         | 30/38           | 0.789   |

## Sumaryczna tabela sezonu 1993/1994
| Poz | Klub                        | Mecze | Zw | Rem | Por | Pkt | BrZd | BrStr |
| --- | --------------------------- | ----- | -- | --- | --- | --- | ---- | ----- |
| 1   | Independiente               | 38    | 15 | 18  | 5   | 48  | 59   | 33    |
| 2   | River Plate                 | 38    | 16 | 13  | 9   | 45  | 53   | 31    |
| 3   | San Lorenzo de Almagro      | 38    | 16 | 12  | 10  | 44  | 45   | 35    |
| 4   | CA Huracán                  | 38    | 15 | 13  | 10  | 43  | 47   | 45    |
| 5   | Boca Juniors                | 38    | 14 | 14  | 10  | 42  | 50   | 31    |
| 6   | Racing Club de Avellaneda   | 38    | 14 | 14  | 10  | 42  | 37   | 37    |
| 7   | Club Atlético Lanús         | 38    | 12 | 17  | 9   | 41  | 46   | 44    |
| 8   | CA Banfield                 | 38    | 14 | 12  | 12  | 40  | 43   | 37    |
| 9   | CA Platense                 | 38    | 11 | 16  | 11  | 38  | 50   | 47    |
| 10  | Rosario Central             | 38    | 10 | 18  | 10  | 38  | 41   | 38    |
| 11  | CA Vélez Sarsfield          | 38    | 12 | 14  | 12  | 38  | 42   | 45    |
| 12  | Gimnasia y Esgrima La Plata | 38    | 11 | 15  | 12  | 37  | 41   | 44    |
| 13  | Argentinos Juniors          | 38    | 7  | 22  | 9   | 36  | 46   | 44    |
| 14  | Newell’s Old Boys           | 38    | 11 | 14  | 13  | 36  | 32   | 40    |
| 15  | Ferro Carril Oeste          | 38    | 9  | 17  | 12  | 35  | 30   | 37    |
| 16  | Belgrano Córdoba            | 38    | 10 | 15  | 13  | 35  | 34   | 47    |
| 17  | Deportivo Español           | 38    | 6  | 20  | 12  | 32  | 21   | 40    |
| 18  | Deportivo Mandiyú           | 38    | 8  | 14  | 16  | 30  | 42   | 51    |
| 19  | Estudiantes La Plata        | 38    | 8  | 14  | 16  | 30  | 39   | 52    |
| 20  | Gimnasia y Tiro Salta       | 38    | 9  | 12  | 17  | 30  | 31   | 51    |

- Copa Libertadores 1995: River Plate (mistrz turnieju Apertura), Independiente (mistrz turnieju Clausura), CA Vélez Sarsfield (obrońca tytułu)
- Copa CONMEBOL 1994: CA Huracán, Club Atlético Lanús, San Lorenzo de Almagro